# William Cotton (Bankier)
William Cotton (* 12. September 1786 in Leyton; † 1. Dezember 1866 in Leytonstone) war ein englischer Großkaufmann, der Erfinder einer automatischen Goldwaage, war Philanthrop und Direktor der Bank von England von 1842 bis 1845.

## Leben
Cotton ging in Leyton in der Chigwell School zur Schule. Sein Vater war Joseph Cotton, Deputy Master des Trinity House in 1803, und Direktor der Britischen Ostindien-Kompanie. Sein Bruder, John Cotton, wurde später Direktor und Vorsitzender dieser Kompanie.
1807 wurde Cotton Partner in der Tauwerkmanufaktur Huddart & Co. in Limehouse und war dort später bis 1838 Generalmanager. 1842 wurde er Direktor in der Bank von England, erst die normale Zeit von zwei Jahren, dann mit einer Verlängerung von einem dritten Jahr in Würdigung seiner Verdienste bei der Einführung des neuen Statuts für die Bank von 1844.
Cotton war seit 1821 Mitglied der Royal Society. Während seines Lebens setzte er sich auch für die Woodard-Schulen und für neue Kirchen im östlichen Teil von London ein.

## Die Cotton-Waage
Während seiner Zeit in der Bank entwickelte er eine Maschine zum Wiegen von Gold-Sovereigns, die in der Lage war, 23 Münzen pro Minute mit einer Genauigkeit von einem Zehntausendstel eines Grans zu wiegen, die sogenannte Cottonwaage, eine magnetische Waage (Cotton Balance). Diese Waage misst das magnetische Feld der Münzen nicht nur mit großer Genauigkeit, sondern auch Schnelligkeit. Das Magnetfeld führt dazu, dass das Gewicht der Substanz scheinbar zunimmt. Eine magnetische Probe wird von einem inhomogenen Magnetfeld angezogen und die entsprechende Kraft gemessen. Münzen, die ein zu geringes Gewicht hatten, wurden von der Maschine ausgeschieden.
Es gibt auch eine Cotton-Waage, ebenfalls eine magnetische Waage, die nach französischer Ansicht im Jahr 1900 von Aimé Cotton (1869–1951) erfunden worden ist.

## Werke
- Everybody’s Guide to Money Matters: with a description of the various investments chiefly dealt in on the stock exchange, and the mode of dealing therein (englisch) 1898